# بيتر كابسشوتشينكو
بيتر كابسشوتشينكو ( بالإوكرانية: Peter Kapschutschenko ) ويعرف أيضا بإسم كابتشوتسشينكو أو بيدرو إنكو (1915-2006) هو فنان ونحات أوكراني أمريكي، له أعمال كثيرة منها الآثار البرونزية للميتروبوليت فاسيل ليبكيفسكي وسانت أولجا في كييف (1983 و 1987 على التوالي) التي تقع على أراضي كنيسة القديس أندرو التذكارية (ساوث باوند بروك، نيو جيرسي).

## سيرته
درس كابسشوتشينكو النحت في مسقط رأسه في معهد دينبروبتروفسك للفنون الجميلة في أوكرانيا في عام 1941، عندما كان يبلغ من العمر 26 عامًا نُقل إلى معسكر للعمل القسري في ألمانيا.
بعد الحرب بقي في معسكر للنازحين في ريغنسبورغ بألمانيا حتى عام 1949، وبعدها استقر في الأرجنتين واصل كابسشوتشينكو صنع النحت وتم تعيينه عضوًا فخريًا في "جامعة العلوم الإنسانية الحرة في بوينس آيرس" لمساهماته البارزة في ثقافة الأرجنتين.
في عام 1963 انتقل كابسشوتشينكو مع زوجته زوي وابنته لودميلا إلى فيلادلفيا، حيث قام بالتدريس في استوديو الفن الأوكراني في فيلادلفيا، ونمت سمعته وبحلول التسعينيات تم عرض منحوتاته في عشرات المعارض في جميع أنحاء أمريكا الشمالية، بعد الاستقلال الأوكراني أقام كابسشوتشينكو سلسلة من المعارض الفردية في المتاحف في أوكرانيا بما في ذلك تلك الموجودة في أكاديمية الجامعة الوطنية في أوسترو، والمتحف الوطني تاراس شيفتشينكو.
في عام 2005 حصل على وسام الاستحقاق (أوكرانيا) من قبل الرئيس فيكتور يوشينكو.